# Нуэва-Мадера
Нуэва-Мадера (исп. Nueva Madera) — посёлок в Мексике, штат Чиуауа, входит в состав муниципалитета Мадера. Численность населения, по данным переписи 2010 года, составила 460 человек.

## Общие сведения
Посёлок был основан 16 апреля 1971 года.
Название Madera с испанского языка можно перевести как древесина, в знак того, что в поселении расположены предприятия по деревозаготовке и деревообработке.